# WWE Superstars
WWE Superstars est une émission de catch produite par la fédération World Wrestling Entertainment (WWE). Elle a été diffusée pour la première fois le jeudi 16 avril 2009 aux États-Unis sur la chaîne télévisée WGN America. En France, l'émission est diffusée sur RTL9 tous les mercredis à minuit dix ; depuis le 30 avril 2009[réf. nécessaire]. Au début, l'émission mettait en scène toutes les Superstars et Divas de la WWE mais plus tard, c'est devenu un show pour les catcheurs en manque d'opportunité où les catcheurs n'ayant pas un temps de télévision dans les branches SmackDown et Raw. Elle relate également le talent de certains catcheurs ayant appartenu à la défunte branche ECW.

## Historique
Le 19 décembre 2008, la WWE et la chaîne télévisée WGN America annoncent un accord dans le but de créer une nouvelle branche d'une durée d'une heure semestrielle intitulée WWE Superstars, qui débutera en avril 2009. L'émission met en scène toutes les Superstars et Divas des branches de la WWE. Au plus tôt de l'année 2009, WGN annonce qu'elle devrait inclure WWE Superstars dans ses programmes télévisuels. Superstars est diffusée tous les jeudis soirs à 20h HE (19h UTC). Une rediffusion de chaque épisode est disponible sur la chaîne américaine Sunday WGN America. Depuis le début de 2010, la rediffusion est également proposée sur WGN-TV. Cependant, elle a par la suite été retirée de la chaîne. La dernière émission fut diffusée le 25 novembre 2016. L'émission est remplacée par l'émission WWE 205 live.

## Production

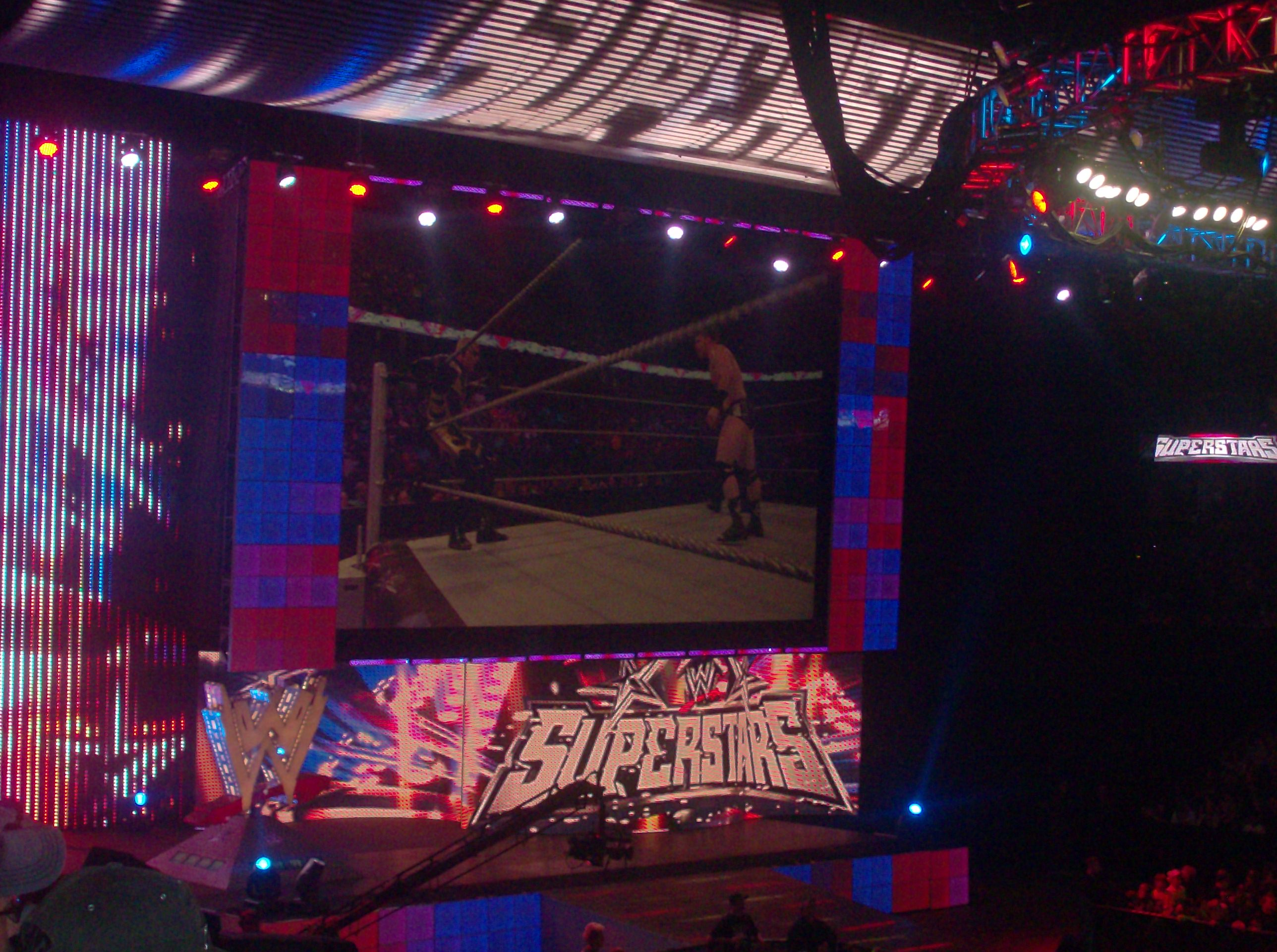
Décor de WWE Superstars du 16 avril 2009 au 19 juillet 2012.

La musique du générique de début de WWE Superstars est intitulée Invincible (en), d'Adelitas Way. WWE Superstars utilise en général le même type de générique que celui des émissions de Raw, SmackDown et NXT ,,, hormis le début, propre à l'émission. Bien que la WWE sponsorise ses émissions en direct le soir, en réalité, les matchs sont enregistrés avant la diffusion sur les chaînes télévisées. Ces matchs sont enregistrées avant les spectacles de Raw et SmackDown les lundis et mardis, respectivement, et sont diffusées tous les jeudis durant la diffusion de Superstars. Les commentateurs varient en fonction de l'émission à commenter (depuis peu, la WWE en profite pour mettre en scènes des jeunes commentateurs en devenir pour les matchs de leurs divisions respectives) et les couleurs du ring changent selon la branche diffusée, alors que le tablier (sorte de nappe qui cache le dessous du ring) reste toujours aux couleurs de l'émission Superstars Le monitoring des outils de performance bi-directionnelle.

## Thème du générique
| Titre de la musique | Dates                          | Notes                                                                        |
| ------------------- | ------------------------------ | ---------------------------------------------------------------------------- |
| Invincible          | 16 avril 2009 - 17 mai 2013    | le groupe est Adelitas Way. Et c'est le plus longue générique de Superstars. |
| New Day Coming      | 17 mai 2013 - 25 novembre 2016 | le groupe est CFO$                                                           |

## Personnel

### Commentateurs
| Date(s)                                                                                    | Premier commentateur | Second commentateur | Notes |
| ------------------------------------------------------------------------------------------ | -------------------- | ------------------- | --- |
| Branche Raw                                                                                |                      |                     | |
| 16 avril 2009 au 21 octobre 2010                                                           | Jerry Lawler         | Michael Cole        | À la suite de sa rivalité avec Jerry Lawler, Michael Cole quitte Superstars. |
| 7 octobre 2010 - 28 octobre 2010 - 11 novembre 2010 - 25 novembre 2010 et 23 décembre 2010 | Jerry Lawler         | Scott Stanford      | Scott Stanford est un commentateur remplaçant. |
| 18 novembre 2010 ensuite le 2 décembre 2010 au 16 décembre 2010                            | Scott Stanford       | CM Punk             | CM Punk officie aux commentaires le temps de se remettre d'une blessure. |
| 29 mars 2012 et ensuite le 26 avril 2012 au 3 mai 2012                                     | Scott Stanford       | Josh Matthews       | Scott Stanford devient un des commentateurs principaux. |
| 29 juillet 2016-25 novembre 2016                                                           | Tom Phillips         | Corey Graves        | le duo est arrêté après la fin de l'émission |
| Branche SmackDown                                                                          |                      |                     | |
| 16 avril 2009 - 29 octobre 2009                                                            | Jim Ross             | Todd Grisham        | Jim Ross subit une crise de paralysie faciale qui l'oblige à arrêter les commentaires |
| 5 novembre 2009 - 2 décembre 2010                                                          | Todd Grisham         | Matt Striker        | Matt Striker remplace Jim Ross. Todd Grisham quitte Superstars pour partir à NXT. |
| 9 décembre 2010 - 3 novembre 2011                                                          | Matt Striker         | Jack Korpela        | le 2 juin 2011 Booker T a remplace Matt Striker. |
| 11 novembre 2011 - 25 octobre 2012                                                         | Matt Striker         | Josh Mathews        | dernier duo exclusif pour SmackDown avant la fusion des divisions. |
| Branche ECW                                                                                |                      |                     | |
| 16 avril 2009 - 22 octobre 2009                                                            | Matt Striker         | Josh Mathews        | Striker part remplacer Jim Ross à SmackDown. |
| 27 octobre 2009 - 11 février 2010                                                          | Josh Matthews        | Byron Saxton        | Jusqu'à la fin de la ECW. |
| Branche commune                                                                            |                      |                     | |
| 16 avril 2009 - 25 octobre 2012                                                            | Matt Striker         | Josh Matthews       | Remplaçants d'office (voir plus haut). |
| 2 novembre 2012 - 11 janvier 2013                                                          | Matt Striker         | Scott Stanford      | Remplaçants d'office (voir plus haut). |
| 18 janvier 2013 - 21 juin 2013                                                             | Matt Striker         | Tony Dawson         | Tony Dawson vient de NXT. Striker quitte la WWE le 21 juin 2013. |
| 28 juin 2013 - 20 septembre 2013                                                           | Tony Dawson          | Alex Riley          | Riley remplace Matt Striker qui quitte la WWE. Le 27 septembre Josh Matthews remplace temporairement Tony Dawson à la suite de son départ de la WWE. |
| 4 octobre 2013 - 24 janvier 2014                                                           | Alex Riley           | Tom Phillips (en)   | Tom Phillips remplace officiellement Tony Dawson. |
| 31 janvier 2014 - 26 juin 2014                                                             | Tom Phillips         | Byron Saxton        | Byron Saxton est de retour à Superstars. Le duo revient du 16 au 30 janvier 2015. |
| 4 juillet 2014 - 9 janvier 2015                                                            | Tom Phillips         | Renee Young         | Renee Young est la première femme à commenter l'émission, ce qui fait d'elle la première commentatrice régulière d'un show de la WWE depuis plus d'une décennie. Elle quitte ensuite Superstars pour se consacrer exclusivement à NXT.                                  |
| 6 février 2015 - 30 avril 2016                                                             | Byron Saxton         | Rich Brennan        | Saxton et Brennan sont deux anciens de NXT. Tom Phillips remplace Byron Saxton du 3 au 10 avril 2015. Michael Cole remplace Rich Brennan le 17 avril, et du 5 juin au 2 juillet Jimmy Uso s'ajoute au duo. Du 28 août au 16 octobre Xavier Woods remplace Byron Saxton. |
| 6 mai 2016 - 10 juin 2016                                                                  | Byron Saxton         | Tom Phillips        | Phillips fait son retour pour remplacer Brennan. Byron Saxton quitte WWE Superstars pour se consacrer à Smackdown. |
| 24 juin 2016 - 15 juillet 2016                                                             | Tom Phillips         | David Otunga        | Dolph Ziggler s'est rajouté au nouveau duo. Les 1er et 17 juin Tom Phillips et David Otunga sont permanents. |

### Annonceurs de ring
| Annonceur de ring | Dates                                                             |
| ----------------- | ----------------------------------------------------------------- |
| Branche Raw       |                                                                   |
| Lilian Garcia     | 16 avril 2009 — 24 septembre 2009                                 |
| Justin Roberts    | 1er octobre 2009 — 5 mai 2011; 29 décembre 2011 - 25 octobre 2012 |
| JoJo              | 29 juillet 2016 - 25 novembre 2016                                |
| Branche SmackDown |                                                                   |
| Justin Roberts    | 16 avril 2009 — 24 septembre 2009                                 |
| Tony Chimel       | 1er octobre 2009 - 5 mai 2011; 29 décembre 2011 - 25 octobre 2012 |
| Branche ECW       |                                                                   |
| Tony Chimel       | 30 avril 2009 — 24 septembre 2009                                 |
| Lauren Mayhew     | 8 octobre 2009 — 19 novembre 2009                                 |
| Savannah          | 17 décembre 2009 — 11 février 2010                                |
| branche commune   |                                                                   |
| Ashley Valence    | 25 novembre 2010 — 9 décembre 2010                                |
| Eden Stiles       | 11 mai 2011 - 22 décembre 2011                                    |
| Justin Roberts    | 2 novembre 2012 - 16 octobre 2014                                 |
| Lilian Garcia     | 23 octobre 2014 - 26 février 2016                                 |
| Greg Hamilton     | 4 mars 2016 - 22 juillet 2016                                     |

### Segments récurrents
En plus de matchs de catch et de segments en coulisses, WWE Superstars, comme Raw et SmackDown, a eu ses propres segments récurrents hebdomadaires :
| Segment          | Type de segment | Hôte                | Années d'activité            | Notes |
| ---------------- | --------------- | ------------------- | ---------------------------- | --- |
| The Cutting Edge | Interview       | Edge                | avril 2009 - 21 avril 2011   | Entrevue présentée par Edge. Ce fut le premier segment de WWE Superstars. Edge y a interviewé Jeff Hardy.                                         |
| Ask The Divas    | Interview       | les Divas de la WWE | Octobre 2009 - 21 avril 2011 | Entrevue pré-enregistrée dans laquelle des questions sont posées aux Divas de la WWE. Elle ne se déroule pas sur le ring comparé au Cutting Edge. |

## Diffusion aux États-Unis
| Saison | Année     | Jours               | Chaîne                                                |
| ------ | --------- | ------------------- | ----------------------------------------------------- |
| 1      | 2009–2010 | Jeudi               | WGN America et Internationally syndicated             |
| 2      | 2010–2011 | Jeudi               | WGN America et Internationally syndicated             |
| 3      | 2011–2012 | Jeudi               | Internationally syndicated et WWE.com                 |
| 4      | 2012–2013 | Jeudi               | Internationally syndicated et Hulu Plus               |
| 5      | 2013–2014 | Jeudi               | Internationally syndicated et Hulu Plus               |
| 6      | 2014–2015 | Jeudi puis vendredi | Internationally syndicated , Hulu Plus et WWE Network |
| 7      | 2015-2016 | vendredi            | Internationally syndicated , Hulu Plus et WWE Network |